# Kitagucsi Akira
Kitagucsi Akira (Oszaka, 1935. március 8. –) japán válogatott labdarúgó.
A japán válogatott tagjaként részt vett az 1956. évi nyári olimpiai játékokon.

## Statisztika
| Japán válogatott | Japán válogatott | Japán válogatott |
| Időszak          | Mérk.            | gól              |
| ---------------- | ---------------- | ---------------- |
| 1958             | 3                | 1                |
| 1959             | 7                | 0                |
| Összesen         | 10               | 1                |